# Rhodocoma gigantea
Rhodocoma gigantea är en gräsväxtart som först beskrevs av Carl Sigismund Kunth, och fick sitt nu gällande namn av Hans Peter Linder. Rhodocoma gigantea ingår i släktet Rhodocoma och familjen Restionaceae. Inga underarter finns listade i Catalogue of Life.